# Batalla de Cassel (1677)
La batalla de Cassel lliurada l'11 d'abril del 1677 a prop de Cassel, 30km al sud de Dunkerque en l'actualitat França com a part de la guerra franconeerlandesa, resultà en la victòria francesa sota Felip d'Orleans, I duc d'Orleans, assistit pel Duc de Humières i el Mariscal Luxembourg, contra els neerlandesos sota Guillem III d'Anglaterra, Stadtholder dels Països Baixos. La batalla va tenir lloc .

## Antecedents
Fins a la Guerra de Devolució, Lluís XIV de França considerava als seus aliats militars de les Províncies Unides des de la dècada de 1560 com a rivals comercials, republicans sediciosos i heretges protestants. Això va acabar amb la Triple Aliança de 1668, que els holandesos van signar el tractat de Breda amb Anglaterra (contra la qual acabaven de lliurar una guerra) i Suècia en suport d'Espanya, un altre enemic recent. Lluís es va sentir profundament traït pels holandesos, i va arribar a considerar-los com un obstacle a l'expansió francesa als Països Baixos espanyols.
Els quatre anys de pau que van seguir la Guerra de Devolució, Lluís va preparar la guerra contra les Províncies Unides. El primer i principal objectiu era guanyar el suport d'Anglaterra, que se sentia amenaçada pel seu creixent poder naval, i amb la que Lluís va acordar enviar tres milions de lliures anuals. Suècia va acordar donar suport indirectament la invasió de les Províncies Unides, amb l'amenaça a Brandenburg si aquest intervenia en la guerra contra la República Holandesa.
En 1673 la guerra de dona un tomb quan les Províncies Unides aconseguiren l'aliança del Sacre Imperi Romà, Espanya, Dinamarca, Brandenburg i diversos alemanys, mentre Carles II d'Anglaterra va sortir de la guerra obligat per l'opinió pública anglesa.2 En 1677 la guerra resultava esgotadora, França havia perdut al mariscal Turena i les Províncies Unides a Michiel de Ruyter. Però per la campanya de 1677, Lluís XIV va decidir tornar a prendre la iniciativa.
Després que Lluís XIV prengués Valenciennes i posés setge a Cambrai (1677), el seu germà Felip IV de Valois, juntament amb el Mariscal d'Humières, va rebre l'ordre d'atacar Saint-Omer. Guillem d'Orange no va poder salvar Valenciennes i veient-se incapaç d'aturar Lluís XIV a Cambrai va posar el seu interès a conservar la plaça de Sant Omer.

## Desenvolupament tàctic
L'exèrcit francès comandat per Felip IV de Valois, amb 30.000 homes es va enfrontar a un exèrcit holandès-aliat del mateix nombre comandat per Guillem d'Orange, amb ambdós bàndols formant de manera clàssica. La infanteria a la dreta francesa, encapçalada pel duc d'Humières, va fer retrocedir l'esquerra holandesa. Alhora, un atac de la dreta holandesa es va defensar per l'esquerra francesa, on les tropes estaven al comandament de mariscal de Luxemburg. Els holandesos van ser colpejats a fons, però els francesos van retardar la persecució en saquejar l'equipatge abandonat de Guillem. Així i tot, la victòria fou gairebé completa: els holandesos van perdre uns 8.000 morts i ferits, amb 3.000 més fets presoners.

## Conseqüències
El 1678, Lluís XIV se les va enginyar per dividir la coalició, i finalment aconseguí guanyar considerables territoris al Tractat de Nimega. Entre aquests cal ressaltar la incorporació del Franc Comtat i diversos territoris dels Països Baixos cedits per la Corona Hispànica. Tot plegat, les Províncies Unides (llavors les actuals Bèlgica i Luxemburg formaven part dels Països Baixos) van aconseguir frustrar les ambicions de dues de les més grans dinasties reials de l'època: els Estuards i els Borbons.